# کلئوپاترا (فیلم ۱۹۶۳)
کلئوپاترا (Cleopatra) یک فیلم حماسی درام تاریخی آمریکایی محصول سال ۱۹۶۳ به کارگردانی جوزف ال. منکیه‌ویچ، با فیلمنامه‌ای اقتباس شده توسط مانکیه‌ویچ، رونالد مک‌دوگال دوگال و سیدنی باکمن از کتاب زندگی و زمانه کلئوپاترا اثر کارلو ماریا فرانزرو در سال ۱۹۵۷ و از تاریخ‌های پلوتارک است. در این فیلم الیزابت تیلور در نقشی همنام به همراه ریچارد برتون، رکس هریسون، رادی مک‌داول و مارتین لاندو ایفای نقش می‌کنند. این داستان مبارزات ملکه جوان کلئوپاترا هفتم مصر برای مقاومت در برابر جاه طلبی‌های امپراتوری روم را شرح می‌دهد.
والتر وانگر مدتها بود که در فکر تولید یک فیلم زندگینامه‌ای دربارهٔ کلئوپاترا بود. در سال ۱۹۵۸، شرکت سازنده او با فاکس قرن بیستم برای تولید فیلم شریک شد. پس از جستجوی گسترده بازیگران، الیزابت تیلور برای به تصویر کشیدن نقش اصلی با دستمزد یک میلیون دلاری قرارداد امضا کرد. روبن مامولیان به عنوان کارگردان استخدام شد و فیلمنامه توسط نایجل بالچین، دیل واسرمن، لارنس دورل و نونالی جانسون مورد بازبینی قرار گرفت. فیلمبرداری اصلی در استودیو پاین وود در ۲۸ سپتامبر ۱۹۶۰ آغاز شد، اما مشکلات سلامتی تیلور باعث به تعویق افتادن بیشتر فیلمبرداری شد. تولید در ماه نوامبر پس از اینکه فقط با ده دقیقه فیلم قابل استفاده از بودجه خارج شد، به حالت تعلیق درآمد.
مامولیان از کارگردانی استعفا داد و مانکیویچ که تیلور را در ناگهان تابستان گذشته (۱۹۵۹) کارگردانی کرده بود، جایگزین شد. تولید دوباره به Cinecittà، جایی که فیلمبرداری در ۲۵ سپتامبر ۱۹۶۱ بدون فیلم‌برداری تمام شده از سر گرفته شد. در طول فیلمبرداری، یک رسوایی شخصی در سرتاسر جهان خبرساز شد، زمانی که گزارش شد که تیلور و ریچارد برتون همبازی با یکدیگر رابطه زناکارانه دارند. فیلمبرداری در ۲۸ ژوئیه ۱۹۶۲ به پایان رسید و فیلمبرداری مجدد بعدی از فوریه تا مارس ۱۹۶۳ انجام شد. با هزینه تخمینی تولید ۳۱ میلیون دلار (بدون احتساب ۵ میلیون دلار هزینه شده برای فیلمبرداری سقط شده بریتانیا)، این فیلم به گران‌ترین فیلم ساخته شده تا آن زمان تبدیل شد و تقریباً استودیو را ورشکست کرد. هزینه‌های توزیع، چاپ و تبلیغات ۱۳ میلیون دلار دیگر به هزینه‌های فاکس اضافه کرد.
این فیلم برای اولین بار در سینماها در شهر نیویورک در ۱۲ ژوئن ۱۹۶۳ به نمایش درآمد. عموماً با واکنش مطلوب منتقدان فیلم آمریکایی مواجه شد، اما در اروپا واکنش نامطلوبی داشت. این فیلم با فروش ۵۷٫۷ میلیون دلاری در گیشه در ایالات متحده و کانادا و یکی از پرفروش‌ترین فیلم‌های دهه در سطح جهانی به پرفروش‌ترین فیلم سال ۱۹۶۳ تبدیل شد. با این حال، فیلم در ابتدا به دلیل هزینه تولید و بازاریابی آن که در مجموع ۴۴ میلیون دلار (۴۵۲ میلیون دلار در سال ۲۰۲۴) هزینه داشت، ضرر کرد. این فیلم در سی و ششمین دوره جوایز اسکار ۹ نامزدی دریافت کرد، از جمله برای بهترین فیلم، و برنده چهار جایزه شد: بهترین کارگردانی هنری (رنگی)، بهترین فیلمبرداری (رنگی)، بهترین جلوه‌های بصری و بهترین طراحی لباس (رنگی).

## خلاصه داستان
کلئوپاترا ملکه مصر است و می‌خواهد که از کشورش در برابر خواسته‌های امپریالیستی روم محافظت کند. داستان فیلم شرح سختی‌ها و وقایعی است که در این رهگذر بر کلئوپاترای جوان می‌گذرد.

## صداپیشگی
این فیلم دو بار و هر دو بار به مدیرت دوبلاژ احمد رسول‌زاده دوبله شده است و گویندگان آن عبارت اند از:
| بازیگران      | شخصیت                   | گویندگان دوبله اول (استودیو پلازا) | گویندگان دوبله دوم (استودیو دماوند) |
| ------------- | ----------------------- | ---------------------------------- | ----------------------------------- |
| الیزابت تیلور | کلئوپاترا               | مهین کسمایی                        | ژاله کاظمی                          |
| ریچارد برتن   | آنتونی                  | منوچهر اسماعیلی                    | چنگیز جلیلوند                       |
| رکس هریسون    | جولیوس سزار             | احمد رسول زاده                     | ایرج ناظریان                        |
| جورج کول      | فلاویوس                 | ؟                                  | ابوالحسن تهامی نژاد                 |
| پاملا براون   | کاهن معبد               | توران مهرزاد                       | شهلا ناظریان                        |
| هیوم کرانین   | سوسیجنس                 | ؟                                  | مهدی آژیر                           |
| سزار دانووا   | آپولودوروس              | ؟                                  | حسین عرفانی                         |
| فرانچسکا آنیس | ایراس                   | ؟                                  | رفعت هاشم پور                       |
| رادی مک داول  | اکتاویان - سزار آگوستوس | ؟                                  | جلال مقامی                          |
| مارتین لاندو  | روفیو                   | ؟                                  | منصور غزنوی                         |
| کنث هِـی       | بروتوس                  | ؟                                  | اصغر افضلی                          |
| اندرو کایر    | آگریپا                  | ؟                                  | عزت‌الله مقبلی                       |
| رابرت استیفنز | جرمانیکوس               | ؟                                  | پرویز ربیعی                         |

- سایر عوامل دوبله دوم: بدری نوراللهی، عباس سعیدی، ایرج رضایی، حسین کمانی، ناصر خاوری، فتح‌الله منوچهری و مازیار بازیاران
- آنونس، ابوالحسن تهامی نژاد
- امور فنی: روبیک گریگوریانس و حسین لنگرودی

## بازخوردها
- در وب‌سایت جمع‌آوری نقد راتن تومیتوز از رای ۴۳ نقد منتقد، با میانگین امتیاز ۶ از ۱۰ مثبت است.[۶]
- در متاکریتیک که از میانگین وزنی استفاده می‌کند، بر اساس رای ۱۴ منتقد، امتیاز ۶۰ از ۱۰۰ را به فیلم اختصاص داده است که نشان دهنده نقدهای «مختلط یا متوسط» است.